# Belvedere (groupe)
Pour les articles homonymes, voir Belvedere.
Belvedere est un groupe de skate punk canadien, originaire de Calgary et Edmonton, en Alberta. Le groupe a joué dans de nombreux festivals musicaux, comme le Warped Tour ou le Groezrock Festival.

## Biographie
Le groupe est formé au cours de l'année 1995 au Canada en tant que groupe de punk rock mélodique. Le groupe reste principalement connu pour avoir allié dans leurs compositions une musique rapide et mélodique à des chants relativement mélodieux. Comme pour de nombreux groupes de musique punk, Belvedere ne possède pas qu’un seul chanteur, mais plusieurs (trois, soit deux guitaristes et un bassiste). Belvedere se sépare à la fin 2005. En 2007, Steve et Graham formeront le groupe This Is a Standoff.
Après sept ans sans aucun spectacles, Belvedere refait surface en 2012 pour une tournée de spectacles exclusifs au Canada, en Amérique du Sud et en Europe. En février 2013, le groupe annonce des dates européennes pour août. La première date se fera au festival Resurrection en Espagne. En avril 2013, Belevedere publie la compilation numérique All of It qui comprend notamment d'anciennes démos (Milk the Cow, et Red Tape) issue de l'album Fast Forward Eats the Tape (2004). La compilation comprend pas moins de 65 chansons. En 2014, Belvedere publie le clip de la chanson Three's a Crowd.
Ils annoncent le 13 novembre 2015 travailler sur un nouvel album ; cependant, un changement de formation s'effectuera avec Casey Lewis remplaçant Graham Churchill à la batterie à cause de conflits externes. Le 30 avril 2016, Belvedere publie finalement son nouvel et cinquième album studio, ainsi que premier en douze ans, intitulé The Revenge of the Fifth.

## Membres
- Steve Rawles - chant, guitare
- Scott Marshall - guitare, chant
- Jason Sinclaire - basse, chant
- Graham Churchill - batterie

## Discographie
- 1998 : Because No One Stopped Us
- 2000 : Angels Live in My Town
- 2002 : 'Twas Hell Said Former Child
- 2003 : Hometown Advantage
- 2004 : Fast Forward Eats the Tape
- 2016 : The Revenge of the Fifth